# Китай (Сакский район)
Кита́й (укр. Китай, крымскотат. Qıtay, Къытай) — исчезнувшее село в Сакском районе Республики Крым (согласно административно-территориальному делению Украины — Автономной Республики Крым), располагавшееся на северо-западе района, в степной зоне Крыма, примерно в 4 км на запад от современного села Порфирьевка.

## Динамика численности населения
| - 1806 год — 15 чел. - 1864 год — 3 чел. - 1889 год — 32 чел. | - 1900 год — 16 чел. - 1915 год — 55/11 чел. - 1926 год — 91 чел. |

## История
Первое документальное упоминание села встречается в Камеральном Описании Крыма… 1784 года, судя по которому, в последний период Крымского ханства Гаджи Дарганд входил в Козловский кадылык Козловского каймаканства.
После присоединения Крыма к России (8) 19 апреля 1783 года, (8) 19 февраля 1784 года, именным указом Екатерины II сенату, на территории бывшего Крымского Ханства была образована Таврическая область и деревня была приписана к Евпаторийскому уезду. После Павловских реформ, с 1796 по 1802 год, входила в Акмечетский уезд Новороссийской губернии. По новому административному делению, после создания 8 (20) октября 1802 года Таврической губернии, Китай был включён в состав Кудайгульской волости Евпаторийского уезда.
По Ведомости о волостях и селениях, в Евпаторийском уезде с показанием числа дворов и душ… от 19 апреля 1806 года, в деревне Китай числился 1 двор, 14 крымских татар и 1 ясырь. Видимо, вскоре деревня, вследствие эмиграции крымских татар в Турцию, была окончательно покинута, поскольку на военно-топографической карте генерал-майора Мухина 1817 года деревня Мысай обозначена пустующей, нет её и в «Ведомости о казённых волостях Таврической губернии 1829 года». На карте 1836 года в деревне Русский Китай 12 дворов, а на карте 1842 года селение обозначено условным знаком «малая деревня» (то есть, менее 5 дворов) — видимо, были заселены выходцы из центральных губерний России.
В 1860-х годах, после земской реформы Александра II, деревню приписали к Чотайской волости. В «Списке населённых мест Таврической губернии по сведениям 1864 года», составленном по результатам VIII ревизии 1864 года, Китай — владельческая деревня, с 1 двором и 3 жителями при колодцах (на трехверстовой карте 1865—1876 года обозначена экономия Китай с 7 дворами). В «Памятной книге Таврической губернии 1889 года», по результатам Х ревизии 1887 года, уже в деревне Русский Китай числилось 4 двора и 32 жителя, а в «…Памятной книжке Таврической губернии на 1892 год» деревня вновь не значится.
Земская реформа 1890-х годов в Евпаторийском уезде прошла после 1892 года, в результате Китай отнесли Донузлавской волости. По «…Памятной книжке Таврической губернии на 1900 год» в деревне числилось 16 жителей в 3 домохозяйствах. По Статистическому справочнику Таврической губернии. Ч.II-я. Статистический очерк, выпуск пятый Евпаторийский уезд, 1915 год, в деревне Китай Донузлавской волости Евпаторийского уезда числилось 9 дворов со смешанным населением (8 дворов с землёй, 1 — безземельный) в количестве 55 человек приписного населения и 11 — «постороннего», из которых 32 мужчины и 34 женщины. Жители владели 110 десятинами удобной земли. В хозяйствах имелось 28 лошадей, 20 волов, 15 коров и 29 голов мелкого скота.
После установления в Крыму Советской власти, по постановлению Крымревкома от 8 января 1921 года № 206 «Об изменении административных границ» была упразднена волостная система и село вошло в состав Евпаторийского района Евпаторийского уезда, а в 1922 году уезды получили название округов. 11 октября 1923 года, согласно постановлению ВЦИК, в административное деление Крымской АССР были внесены изменения, в результате которых округа были отменены и произошло укрупнение районов — территорию округа включили в Евпаторийский район. Согласно Списку населённых пунктов Крымской АССР по Всесоюзной переписи 17 декабря 1926 года, в селе Китай, Болек-Аджинского сельсовета Евпаторийского района, числилось 20 дворов, из них 19 крестьянских, население составляло 91 человек, из них 34 татарина, 30 русских, 21 украинец и 6 белорусов.
В 1944 году, после освобождения Крыма от фашистов, согласно Постановлению ГКО № 5859 от 11 мая 1944 года, 18 мая крымские татары были депортированы в Среднюю Азию. 12 августа 1944 года было принято постановление № ГОКО-6372с «О переселении колхозников в районы Крыма» и в сентябре 1944 года в район приехали первые новосёлы (150 семей) из Киевской и Каменец-Подольской областей, а в начале 1950-х годов последовала вторая волна переселенцев из различных областей Украины. С 25 июня 1946 года Китай в составе Крымской области РСФСР. 26 апреля 1954 года Крымская область была передана из состава РСФСР в состав УССР. Время включения в состав Воробьёвского сельсовета пока не установлено: на 15 июня 1960 года село уже числилось в его составе.
1 января 1965 года, указом Президиума ВС УССР «О внесении изменений в административное районирование УССР — по Крымской области», Евпаторийский район был упразднён и село включили в состав Сакского (по другим данным — 11 февраля 1963 года). Ликвидировано после 1 июня 1977 года, так как на эту дату село ещё числилось в составе Воробьёвского сельсовета и 1985 годом, поскольку в списках ликвидированных после этого сёл Китая нет